# Космос-2104
Космос-2104 је један од преко 2400 совјетских вјештачких сателита лансираних у оквиру програма Космос.
Космос-2104 је лансиран са космодрома Плесецк, СССР, 16. новембра 1990. Ракета-носач Сојуз је поставила сателит у орбиту око планете Земље. Маса сателита при лансирању је износила 6300 килограма. Космос-2104 је био војни сателит за фотографску картографију.